# Picumnus minutissimus
El Carpinterito de Guayana, Carpinterito de Vientre Ocre, o Carpintero ventriocre Picumnus minutissimus es una especie de ave piciforme, perteneciente a la familia Picidae, subfamilia Picumninae, del género Picumnus.

## Localización
Es una especie de ave que se encuentra localizada en las tierras bajas costeras de Guyana y en el este Guayana Francesa.